# Fiestas de San Pascual

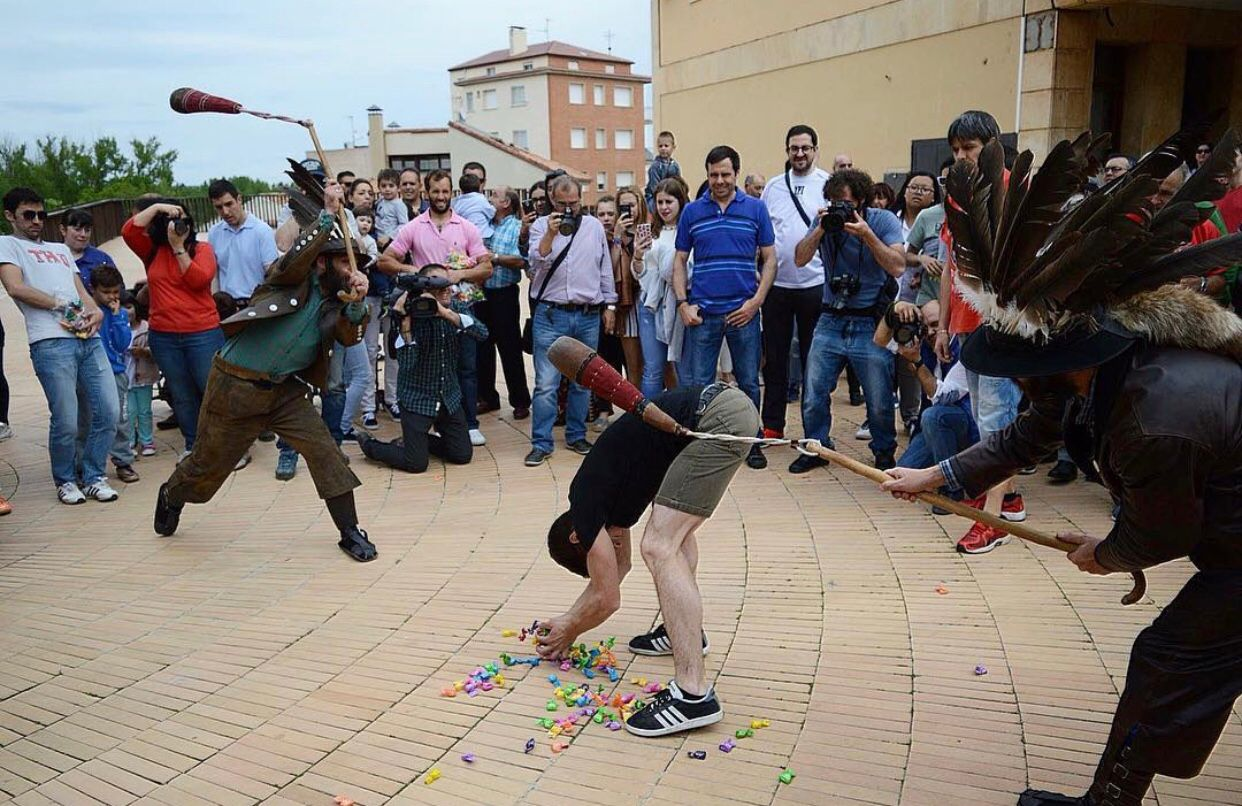
Zarrones golpeando a un joven que coge caramelos.

Las Fiestas de San Pascual Bailón también conocidas como «El Zarrón» son unas fiestas populares celebradas en la Villa de Almazán (Soria) los días 17 y 18 de mayo en honor a San Pascual Bailón, el patrón de los pastores. Es una tradición folclórica ligada a ritos agrícolas y ganaderos. Estas fiestas fueron declaradas por la Junta de Castilla y León de Interés Turístico Regional.   
Zarrón proviene de la palabra «zamarrón», según la Real Academia Española (RAE) "mandil de lona o de cuero, con peto, que usan los segadores".
En su origen, los pastores que salían con el rebaño llevaban consigo un garrote del que colgaba una vejiga de cuero rellena de lana con la que arremetían contra los lobos que atacaban a sus ovejas, hasta ahuyentarlos. En la actualidad, la festividad se celebra representando a los pastores (zarrones) con un garrote similar; los participantes recogen caramelos que el mayordomo arroja al suelo durante la procesión. Los zarrones golpean a todos aquellos que intentan coger caramelos, imitando a los pastores que en otro tiempo defendían a sus ovejas.

## Historia
Las danzas de paloteo aparecieron en la antigüedad como una forma de comunicación del hombre gracias a su expresión corporal. Estas danzas se exhiben en ritos de carácter religioso -entre otros- como lo es la procesión religiosa en honor a San Pascual Bailón. El origen de esta tradición folclórica está vinculado a la fundación de la Cofradía en 1816. Desde las organizaciones gremiales, los grupos de danzantes actuaban en las procesiones de sus Cofradías y hasta finales del siglo XIX lo hacían igualmente en las fiestas patronales de la Villa de Almazán y delante del Ayuntamiento.
Tras más de 200 años de historia, la Cofradía mantiene su vitalidad. Con motivo de su aniversario, el día 23 de enero de 2016 la Cofradía y miembros del ayuntamiento de Almazán asistieron a Fitur para exponer la danza del paloteo. En ese mismo año El Zarrón ganó el IV Premio Colodra.
El 17 de mayo, durante la procesión en la Plaza Mayor de Almazán se destapó la estatua de bronce en honor a la fiesta de San Pascual Bailón y a la trayectoria de la Cofradía.

## Danza

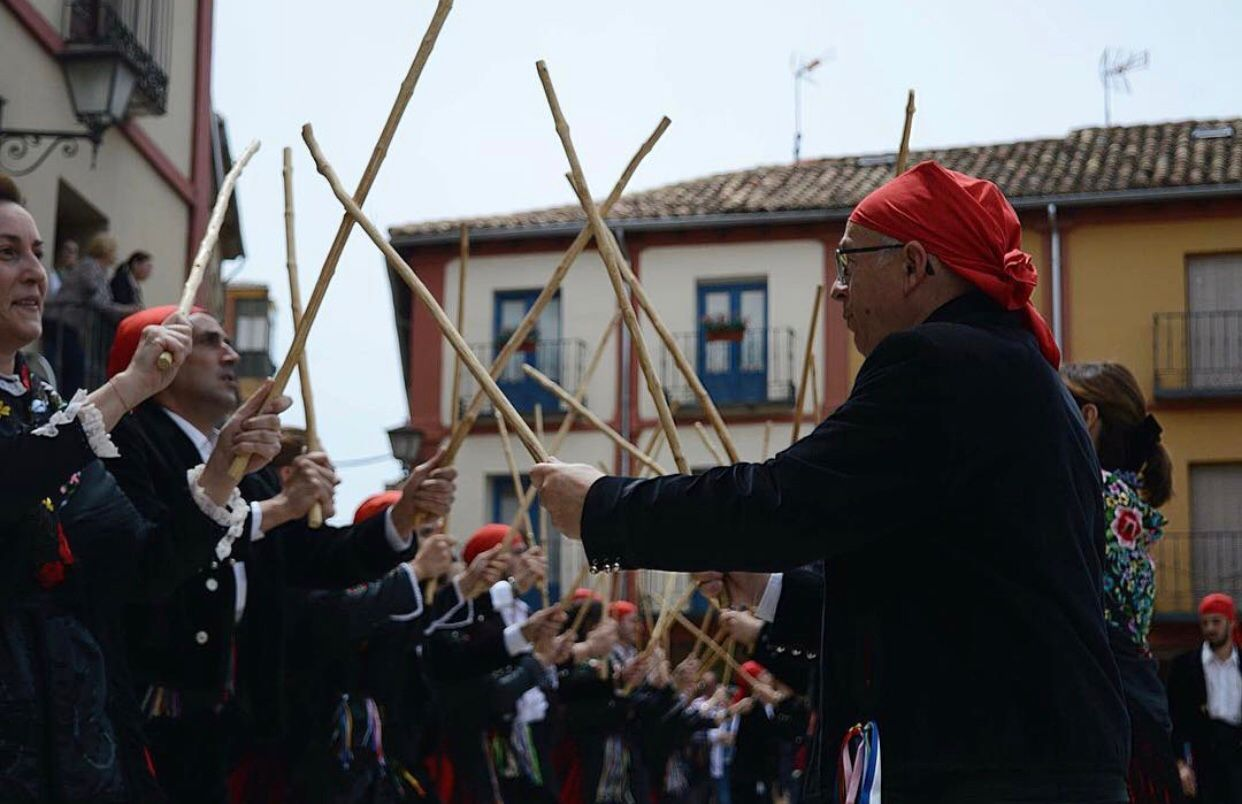
Danza de paloteo.

La coreografía de la danza, como la música, es monótona. Confluyen dos vertientes de la danza según el instrumento que tengan los danzantes: castañuelas o palos. En ambas modalidades los danzantes mueven los pies al ritmo de la música en la que el compás se presenta como cuaternario de subdivisión binaria (4/4). Los pies se mueven con los tres primeros pulsos, dejando el cuarto en reposo. 
Durante la procesión se ejecuta la danza con castañuelas, las cuales son replicadas mientras dos filas de danzantes se desplazan oblicuamente, acercándose y alejándose al mismo tiempo que avanzan junto a la comitiva.
Cuando termina la primera vuelta a la Plaza Mayor, el palillero reparte el segundo instrumento, los palos. Los golpes del paloteo son similares a los de las castañuelas, pero los danzantes interaccionan entre ellos. Se emparejan formando cuadros de danza e interaccionan en pareja con el que está de frente en la otra fila y con el anterior y el posterior de su propia fila. Mientras el danzante mantiene el palo de la mano izquierda en alto cruzado con la pareja, con la mano derecha marca los tres pulsos.

## Miembros de la Cofradía de San Pascual Bailón

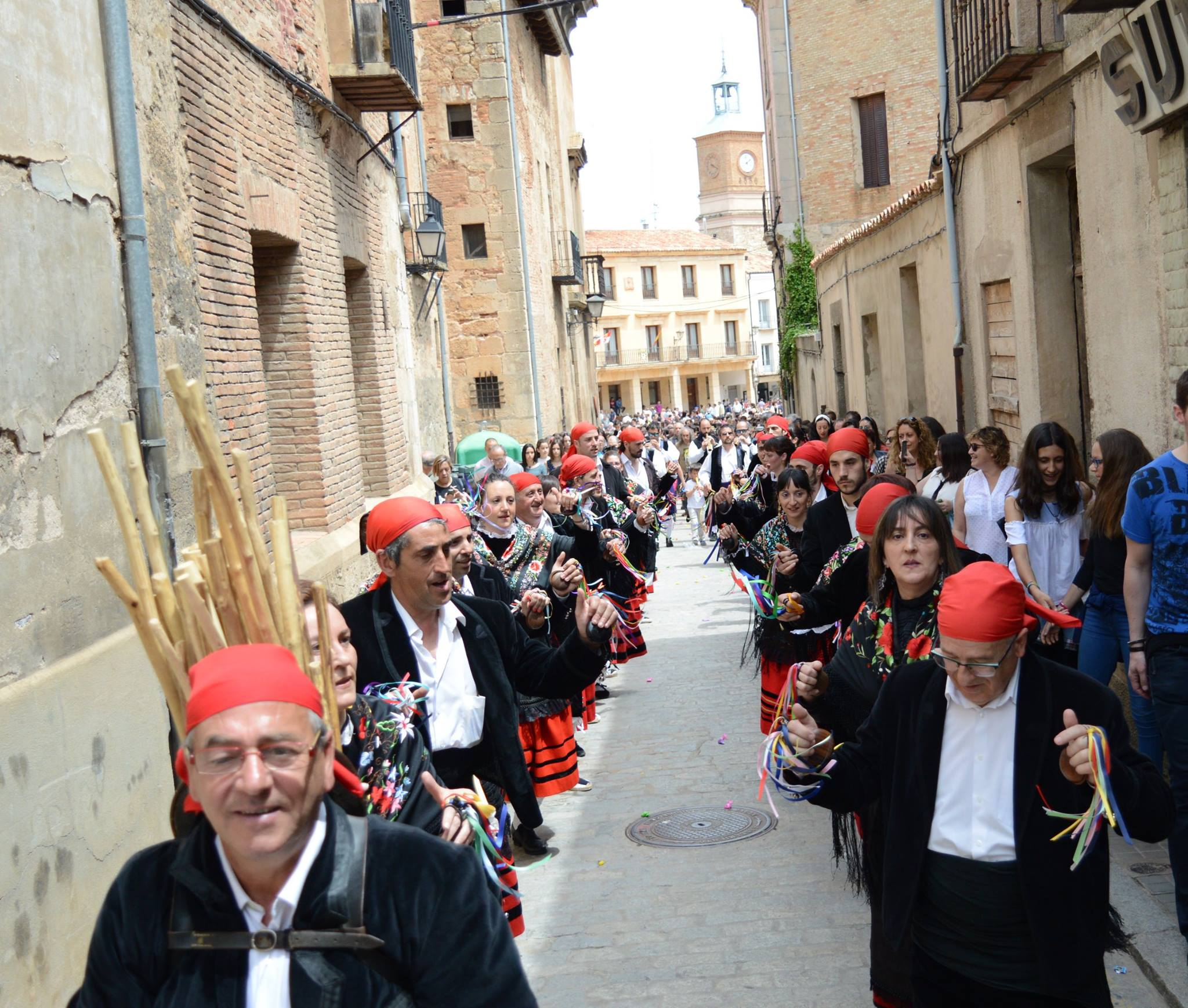
Palillero y danzantes durante la procesión.

Teniendo en cuenta la función de cada uno de los miembros de la Cofradía se puede distinguir:
- Danzantes: se encargan de ejecutar la danza de paloteo durante la procesión. Son 35 en total, aunque no todos actúan a la vez, sino que se alternan. En la hora de la danza, los grupos de personas se organizan en seis cuadros de cuatro personas cada uno, posicionados hombres y mujeres de forma alterna. Hasta finales de los años sesenta las danzas eran sólo ejecutadas por hombres.[8] Si el número de mujeres y de hombres lo permite, como la versión oficial dicta, se debe bailar un hombre con una mujer.

- Palillero: es el cabecilla de los danzantes, se encarga de organizarlos, ordenar los comienzos y los finales y recoger los palos de los danzantes cuando llega el turno de las castañuelas. Suele ser danzante veterano, que con unas castañuelas de mayor tamaño que las del resto marca el ritmo de la música característica.

- Zarrones: junto a los danzantes es el personaje principal de la danza. Se encarga de abrir paso a la comitiva. Antiguamente eran uno o dos, pero en la actualidad Almazán cuenta con tres zarrones. El Zarrón forma parte de las:

figuras ridículas de enmascarados que acostumbran a ir detrás de las procesiones o máscaras para detener y espantar la canalla enfadosa de muchachos que en semejantes fiestas inquietan y enfada, y así para más horror de estos los visten en hábitos y figura del diablo...
Francisco del Rosal, Origen y etimología de todos los vocablos originales de la lengua castellana.

- Mayordomo: es elegido cada año entre los cofrades más antiguos. Se encargan de presidir todos los actos y ofrecen su casa para reunir a todos los cofrades y al resto de asistentes. En su domicilio ofrecen comida y bebida antes y después de los actos religiosos. Allí se efectúa la tradicional comida de la soparra, una mezcla de vino con azúcar, canela y pan remojado. El mayordomo es el encargado de servirla en colodras labradas por pastores artesanos. En la procesión desfilan el mayordomo entrante (correspondiente a ese año) y el mayordomo saliente (correspondiente al año anterior).

- Secretario: su función es llevar al día el libro de cuentas de la Cofradía. Se encarga de la burocracia como los pagos, las listas de asistencia o los acuerdos.

- Músicos: no forman parte de la Cofradía pero sí de la procesión. Se posicionan justo detrás de los danzantes. Su función es amenizar la procesión y reproducir la popular melodía llamada "Danza del Tío Zarrón".

## Indumentaria

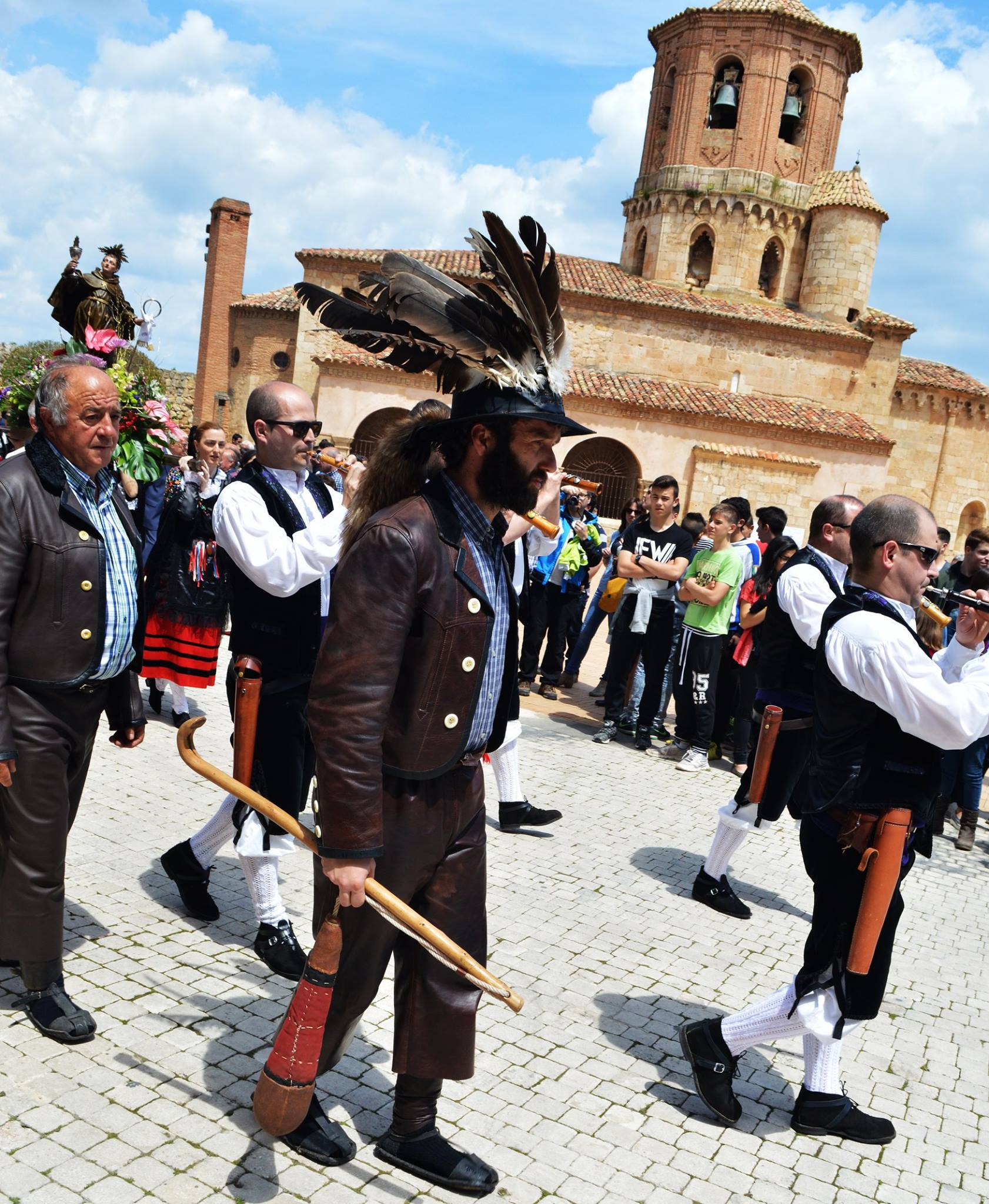
Indumentaria del zarrón.

Los danzantes van ataviados con el traje típico de la Ribera del Duero. Los hombres llevan un calzón corto hasta la rodilla abrochado a un costado, chaqueta corta con cuello vuelto y botones de plata o bronce, ambos de terciopelo negro. Además, visten un chaleco de paño, de terciopelo bordado, con el espaldar de cáñamo o lino, un pañuelo rojo en la cabeza, faja de punto -morada, roja o blanca con bordados-, medias de punto blancas y calzan alpargatas con hiladillos o albarcas de cuero. Las mujeres llevan justillo de terciopelo ribeteado sujeto con un cordón. Una falda o saya encarnada con galones negros, delantal de "picote", medias blancas de lino o de algodón y  un mantillo con una franja de terciopelo o un mantón de manila bordado. El traje femenino está enriquecido de bordados, encajes y puntillas además de complementarse con un collar de plata, pendientes, broches y otras joyas. 
El zarrón viste indumentaria pastoril de cordobán y sombrero negro adornado con grandes plumas de aguilucho y buitre y rabos de zorro y cordero. También lleva zahones, albarcas y polainas y va provisto de un garrote del que cuelga una vejiga de cuero.